# Lijst van Stolpersteine in Leudal
De lijst van Stolpersteine in Leudal geeft een overzicht van de gedenkstenen die in de gemeente Leudal in de Nederlandse provincie Limburg zijn geplaatst in het kader van het Stolpersteine-project van de Duitse beeldhouwer-kunstenaar Gunter Demnig.
Stolpersteine zijn opgedragen aan slachtoffers van het nationaalsocialisme, al diegenen die zijn vervolgd, gedeporteerd, vermoord, gedwongen te emigreren of tot zelfmoord gedreven door het nazi-regime. Demnig legt voor elk slachtoffer een aparte steen, meestal voor de laatste zelfgekozen woning.
Omdat het Stolpersteine-project doorloopt, kan deze lijst onvolledig zijn.

## Stolpersteine
In de gemeente Leudal liggen vijf Stolpersteine in het dorp Heythuysen.

### Heythuysen
In Heythuysen liggen vijf Stolpersteine op vier adressen.
| Afbeelding | Inscriptie | Adres                        | Herdachte persoon                      |
| ---------- | --- | ---------------------------- | -------------------------------------- |
|            | HIER WAS ONDERGEDOKEN FRIEDRICH ADLER GEB. 1910 GEARRESTEERD 10.6.1944 VERMOORD 15.12.1944 DACHAU                                                      | Dorpstraat 77 Kaart (OSM)    | Friedrich Adler (1910–1944)            |
|            | HIER WAS ONDERGEDOKEN ELISABETH ADLER- DEN HARTOG GEB. 1917 GEARRESTEERD 10.6.1944 VERMOORD JAN. 1945 AUSCHWITZ                                        | Dorpstraat 77 Kaart (OSM)    | Elisabeth Adler-den Hartog (1917–1945) |
|            | HIER WOONDE JACOBUS BERKHOUT GEB. 1904 GEARRESTEERD 10.6.1944 OVERLEDEN 31.5.1945 RAVENSBRÜCK-MALCHOW                                                  | Kloosterstraat 5 Kaart (OSM) | Jacobus Berkhout (1904–1945)           |
|            | HIER WOONDE ARMAND NOE LEVITICUS GEB. 1903 VLUCHT ENGELAND GEARRESTEERD BEGIN 1943 ST. GILLES VERMOORD 28-2-1945 MITTELBAU-DORA                        | Dorpstraat 152 Kaart (OSM)   | Armand Noe Leviticus (1903–1945)       |
|            | HIER WOONDE SIENTJE 'SEIN' VECHT-COHEN GEB. 1896 GEARRESTEERD 12-5-1944 BLOEMENDAAL GEDEPORTEERD 19-5-1944 UIT WESTERBORK VERMOORD 21-5-1944 AUSCHWITZ | Leveroyseweg 1 Kaart (OSM)   | Sientje Vecht-Cohen (1896–1944)        |

## Data van plaatsingen
- 22 april 2022: twee Stolpersteine aan Dorpstraat 77, een aan Kloosterstraat 5
- 21 april 2024: een Stolperstein aan Dorpstraat 152, een aan Leveroyseweg 1